# Мухаммад Хассан
Мухаммад Хассан — десятий султан Брунею.
Його старший син, Абдул Джаліл Акбар, є прямим пращуром Хассанала Болкіаха, нинішнього султана Брунею.